# Ley Lines (película de 1999)
Ley Lines (en japonés: 日本黒社会 LEY LINES, Nihon kuroshakai?) es una película japonesa de 1999 dirigida por Takashi Miike , y es la tercera película de su trilogía Kuroshakai o trilogía Black Society. Antes se realizaron: Shinjuku Triad Society de 1995 y Rainy Dog de 1997. Como muchas de las obras de Miike, la película examina la parte más vulnerable de la respetable sociedad japonesa y los problemas de asimilación que enfrentan las personas no étnicamente japonesas en Japón.El título en inglés hace referencia a las Líneas ley , el concepto paranormal de líneas geográficas de energía basadas en la ubicación de puntos de referencia.

## Argumento
Ryūichi es un chico hijo de padre chino y madre japonesa que vive en Japón. Sus orígenes chinos le han hecho vivir bajo el acoso y la continua discriminación desde la infancia. Un día roba una motocicleta, después de haber agredido al propietario, y se marcha a Tokio. A él se unen su hermano menor Shunrei y su amigo de la infancia Chan. Los chicos se instalan en el barrio de Shinjuku, donde conocen y hacen amistad con una prostituta de Shanghai llamada Anita, quien inicialmente les robará, pero luego se suma a ellos. En poco tiempo empezarán a meterse en problemas y finalmente los cuatro empiezan a soñar con escapar de Japón.

## Reparto
| Actor               | Papel                                |
| ------------------- | ------------------------------------ |
| Kazuki Kitamura     | Ryuichi                              |
| Tomorowo Taguchi    | Chan                                 |
| Dan Li como         | Anita/prostituta china               |
| Naoto Takenaka      | Wong                                 |
| Michisuke Kashiwaya | Shunrei                              |
| Samuel Pop Aning    | Barbie                               |
| Show Aikawa         | Ikeda                                |
| Far-Long Oh         | El proxeneta de Anita                |
| Caesar Takeshi      |                                      |
| Yukie Itou          |                                      |
| Yōzaburō Itō        | El cliente sádico de Anita           |
| Ryūshi Mizukami     |                                      |
| Ren Osugi           | Propietario del depósito de chatarra |
| Manzo Shinra        |                                      |
| Shun Sugata         | Policía                              |
| Kōji Tsukamoto      | Oficial de pasaportes                |
| Tetsu Watanabe      | Kondo                                |
| Hua Rong Weng       |                                      |

## Otros créditos
- Diseñador de producción (arte): Akira Ishige.
- Vestuario (diseño): Hiroko Miyata.
- Iluminación: Seiichi Shiraishi.
- Grabación (sonido): Yukiya Satô.
- Asistente de dirección: Ken Suenaga.

## Lanzamiento
Ley Lines se estrenó en los cines de Japón el 22 de mayo de 1999. Fue lanzada, en Japón, en VHS por Toei Video Company. En DVD tuvo varios lanzamientos distritos en Japón, el 6 de febrero de 2008 tubo un lanzamiento realizado por Kadokawa Corporation.
Se editó en DVDy Blu-ray en otros países, por diferentes distribuidoras, e incluyendo distintos contenidos especiales. En 2017, Arrow Video, editó una versión llamada Black Society Trilogy, que reúne las tres películas de la Trilogía Kuroshakai,además de mucho material extra.

## Recepción
Reseña de Sabrina Vaquerizo-González para Asiateca: «Como última entrega de la trilogía Kuroshakai, Ley Lines vuelve a tratar los mismos temas. Personajes transnacionales sin pasaporte y sin posibilidad de huir del mundo en el que viven —Chan ni siquiera pronuncia bien la “s” y utiliza constantemente anglicismos—. Personajes desarraigados y excluidos por la sociedad hasta tal punto que se ven arrastrados al mundo subterráneo del crimen y las mafias. Familias desestructuradas como demuestra la escasa relación de Ryuichi y Shunrei con sus padres. Igual que en Shinjuku Triad Society, Miike nos muestra un mundo criminal multicultural y plural, en el que se mezclan las culturas, como si los personajes transnacionales no tuvieran otras opciones».
Matthew Cooper en una reseña para Asian Movie Pulse, escribió: «Ley Lines nos muestra las dificultades de la vida de los inmigrantes y las decisiones casi imposibles que se ven obligados a tomar. En una de las primeras escenas, vemos que un joven rechazó sus documentos de inmigración porque está en libertad condicional. Los personajes parecen estar atrapados en una situación sin salida y en una espiral descendente de pobreza y criminalidad provocada por su condición de inmigrantes. En todo momento, los personajes luchan, ya sea por dinero, para conseguir un pasaporte, y se enfrentan a la constante amenaza de agresión. Al final de la película, sientes simpatía por los personajes principales.
“Ley Lines” es un viaje emocionante con una fuerte conciencia social y una conclusión adecuada para una trilogía de películas que seguramente resistirán la prueba del tiempo como uno de los mejores dramas criminales japoneses».